# Frank Strandli
Frank Strandli (Kristiansand, 16 mei 1972) is een voormalig Noors voetballer die doorgaans als centrumspits speelde. Hij speelde clubvoetbal in zijn vaderland, Engeland, Griekenland en Denemarken.

## Interlandcarrière
Strandli speelde ook in het Noorse elftal. Onder leiding van bondscoach Egil "Drillo" Olsen maakte hij zijn debuut op 7 januari 1992 in het oefenduel tegen Egypte (0-0) in Cairo. In 24 wedstrijden scoorde hij drie keer voor het nationale team.

## Erelijst
Aalborg BK
- Deens landskampioen

1999